# Équipe de Nouvelle-Zélande de Coupe Davis
L'équipe de Nouvelle-Zélande de Coupe Davis représente la Nouvelle-Zélande à la Coupe Davis. Elle est placée sous l'égide de la Fédération néo-zélandaise de tennis.

## Historique
Créée en 1924, après la division de l'équipe d'Australasie de Coupe Davis, l'équipe de Nouvelle-Zélande de Coupe Davis a réalisé son meilleur résultat en 1982 en atteignant les demi-finales de la compétition en s'inclinant 3-2 contre l'équipe de France de Coupe Davis.

## Joueurs de l'équipe
Les chiffres indiquent le nombre de matchs joués
- Artem Sitak (8-5)
- Michael Venus (7-10)
- Daniel King-Turner (24-17)
- Jose Statham (21-10)
- Marcus Daniell (6-4)